# Kanton St. Gallen
Kanton St. Gallen (oz. Sankt Gallen, francosko Saint-Gall, italijansko San Gallo, retoromansko Son Gagl) je eden izmed 26 kantonov Švicarske konfederacije. Njegovo glavno mesto je istoimenski St. Gallen.
Leži v severovzhodnem, nemško govorečem delu Švice. Na severu ga zamejuje Bodensko jezero in na vzhodu reka Ren, onkraj katere meji na Avstrijo (zvezno deželo Predarlsko) in Lihtenštajn. Z ostalih strani meji na kantone Graubünden, Glarus, Schwyz, Zürich in Thurgau. Popolnoma znotraj kantona St. Gallen ležita kantona Appenzell Innerrhoden in Appenzell Ausserrhoden.

## Zgodovina
Kanton je ustanovil Napoleon Bonaparte leta 1803 na zahtevo švicarskega poslanca Karla Müller-Friedberga. Ozemlje kantona je nastalo, izvzemši obnovljena kantona Glarus in Appenzell, z združitvijo kratkotrajnih helvetskih kantonov Linth in Säntis; le-ta pa sta bila sestavljena iz naslednjih zgodovinskih ozemelj:
- Fürstenland oz. Alte Landschaft, do leta 1798 osrednjega območja knežje opatije St. Gallen;
- grofije Toggenburg, ki so jo do leta 1798 vodili knezi-opati St. Gallena;
- grofije Sargans, do leta 1798 skupnega gospostva Konfederacije;
- podložnega ozemlja Windegg (Gaster) z uradom Gams, do leta 1798 skupnega gospostva Konfederacije;
- podložnega ozemlja Rheintal, do leta 1798 skupnega gospostva Konfederacije;
- grofije Uznach, do leta 1798 skupnega gospostva Konfederacije;
- grofije Werdenberg, do leta 1798 podložnega območja kantona Glarus;
- gospostva Sax-Forstegg, do leta 1798 podložnega območja kantona Zürich;
- gospostva Rapperswil, do leta 1798 skupnega gospostva Konfederacije;
- mesta St. Gallen, do leta 1798 svobodnega cesarskega mesta in mestne republike.

## Prebivalstvo
Po podatkih s konca leta 2022 je imel kanton 525 967 prebivalcev. Delež tujcev (prijavljenih prebivalcev brez švicarskega državljanstva) je znašal 25,4 odstotka.
Konec leta 2022 je 93,5 % prebivalcev kot glavni jezik navedlo nemščino, dobri štirje odstotki italijanščino, dober odstotek francoščino, 3,5 % angleščino in 20,5 % druge jezike. Ker je bil kanton St. Gallen ustanovljen razmeroma pozno iz različnih ozemelj, tamkajšnja narečja pripadajo različnim skupinam. Narečja, ki se govorijo v Fürstenlandu, v glavnem mestu kantona, v dolini Rena in Werdenbergu ter v Toggenburgu, so vsa del vzhodnošvicarske narečne skupine. Za govor na jugu kantona je značilno trčenje in narivanje narečij različnega izvora: zahodno- in notranješvicarskega na eni strani ter vzhodno-sarganserländsko-bündnerrheintalskega na drugi. Narečje, ki se govori v Rapperswil-Joni, je praktično enako züriški nemščini.
Tudi versko je kanton heterogen. Konec 2022 je bilo 39,3 % prebivalstva kantona rimokatoličanov in 18,7 % reformiranih evangeličanov, medtem ko jih je 42,0 % pripadalo drugi verski skupnosti ali nobeni veroizpovedi.

## Upravna delitev
Okraji (Bezirke) kantona St. Gallen so bili razpuščeni s sprejetjem nove kantonalne ustave konec leta 2002. Danes se kanton deli na osem volilnih okrajev (Wahlkreise), ki nimajo upravne vloge, ti pa nadalje na 77 občin:
- volilni okraj Rheintal
  - občine Au, Balgach, Berneck, Diepoldsau, Rheineck, St. Margrethen, Widnau, Altstätten, Eichberg, Marbach, Oberriet, Rebstein, Rüthi
- volilni okraj Rorschach
  - občine Berg, Goldach, Mörschwil, Rorschach, Rorschacherberg, Steinach, Tübach, Untereggen, Thal
- volilni okraj Sarganserland
  - občine Bad Ragaz, Flums, Mels, Pfäfers, Quarten, Sargans, Vilters-Wangs, Walenstadt
- volilni okraj See-Gaster
  - občine Amden, Benken, Kaltbrunn, Schänis, Weesen, Schmerikon, Uznach, Rapperswil-Jona, Gommiswald, Eschenbach
- volilni okraj St. Gallen
  - občine Häggenschwil, Muolen, St. Gallen, Wittenbach, Eggersriet, Andwil, Gaiserwald, Gossau, Waldkirch
- volilni okraj Toggenburg
  - občine Ebnat-Kappel, Wildhaus-Alt St. Johann, Nesslau, Hemberg, Lichtensteig, Oberhelfenschwil, Neckertal, Wattwil, Kirchberg, Lütisburg, Mosnang, Bütschwil-Ganterschwil
- volilni okraj Werdenberg
  - občine Buchs, Gams, Grabs, Sennwald, Sevelen, Wartau
- volilni okraj Wil
  - občine Degersheim, Flawil, Jonschwil, Oberuzwil, Uzwil, Niederbüren, Niederhelfenschwil, Oberbüren, Zuzwil, Wil